# 拟大尾摇
拟大尾摇（学名：Heliotropium pseudoindicum）为紫草科天芥菜属的植物，是中国的特有植物。分布在中国大陆的云南省等地，生长于海拔580米的地区，多生长于地边，目前已由人工引种栽培。